# Semily (nádraží)
Semily jsou železniční stanice v západní části okresního města Semily v Libereckém kraji nedaleko řeky Jizery. Leží na neelektrizované trati Pardubice–Liberec, na adrese Nádražní 95, 513 01 Semily.

## Historie
Stanice byla vybudována jakožto součást Jihoseveroněmecké spojovací dráhy (SNDVB), autorem univerzalizované podoby stanice je pravděpodobně architekt Franz Reisemann, který navrhoval většinu výpravních budov této dráhy. Práce zajišťovala brněnská stavební firmy bratří Kleinů a Vojtěcha Lanny. 1. prosince 1858 byl se semilským nádražím uveden do provozu celý nový úsek trasy z Pardubic do stanice Turnov, odkud byla trať následujícího roku prodloužena dále do Liberce.
Po zestátnění SNDVB v roce 1908 pak obsluhovala stanici jedna společnost, Císařsko-královské státní dráhy (kkStB), po roce 1918 pak správu přebraly Československé státní dráhy.

## Popis
Nachází se zde dvě nekrytá jednostranná nástupiště, jedno vnější u budovy a druhé vnitřní mezi kolejemi s přístupem přechodem přes kolej (2019). V roce 2018 začala rekonstrukce a modernizace semilského nádraží, v roce 2020 byla dokončena oprava nádražní budovy. V plánu je i rekonstrukce nástupišť.